# جین کوپر
جین کوپر (انگلیسی: Jeanne Cooper; ۲۵ اکتبر ۱۹۲۸ – ۸ مهٔ ۲۰۱۳) یک هنرپیشه اهل ایالات متحده آمریکا بود.
او در فیلم بمب‌افکن کانزاس‌سیتی بازی کرده‌است.